# Provincetown
Provincetown (en anglais [ˈprɒvɪnsˌtaʊn]) est un village de Nouvelle-Angleterre située à l'extrémité du cap Cod dans le comté de Barnstable au Massachusetts, aux États-Unis. Cette petite ville de villégiature côtière compte une population permanente de 3 000 habitants alors que la population estivale peut augmenter jusqu'à 60 000 personnes. Souvent surnommée « P-town » ou « P'town », la localité est réputée pour ses plages, la baie de Provincetown (en), ses artistes, son industrie touristique et son statut de destination gay. Provincetown compte la plus grande concentration de couples homosexuels aux États-Unis.

## Géographie

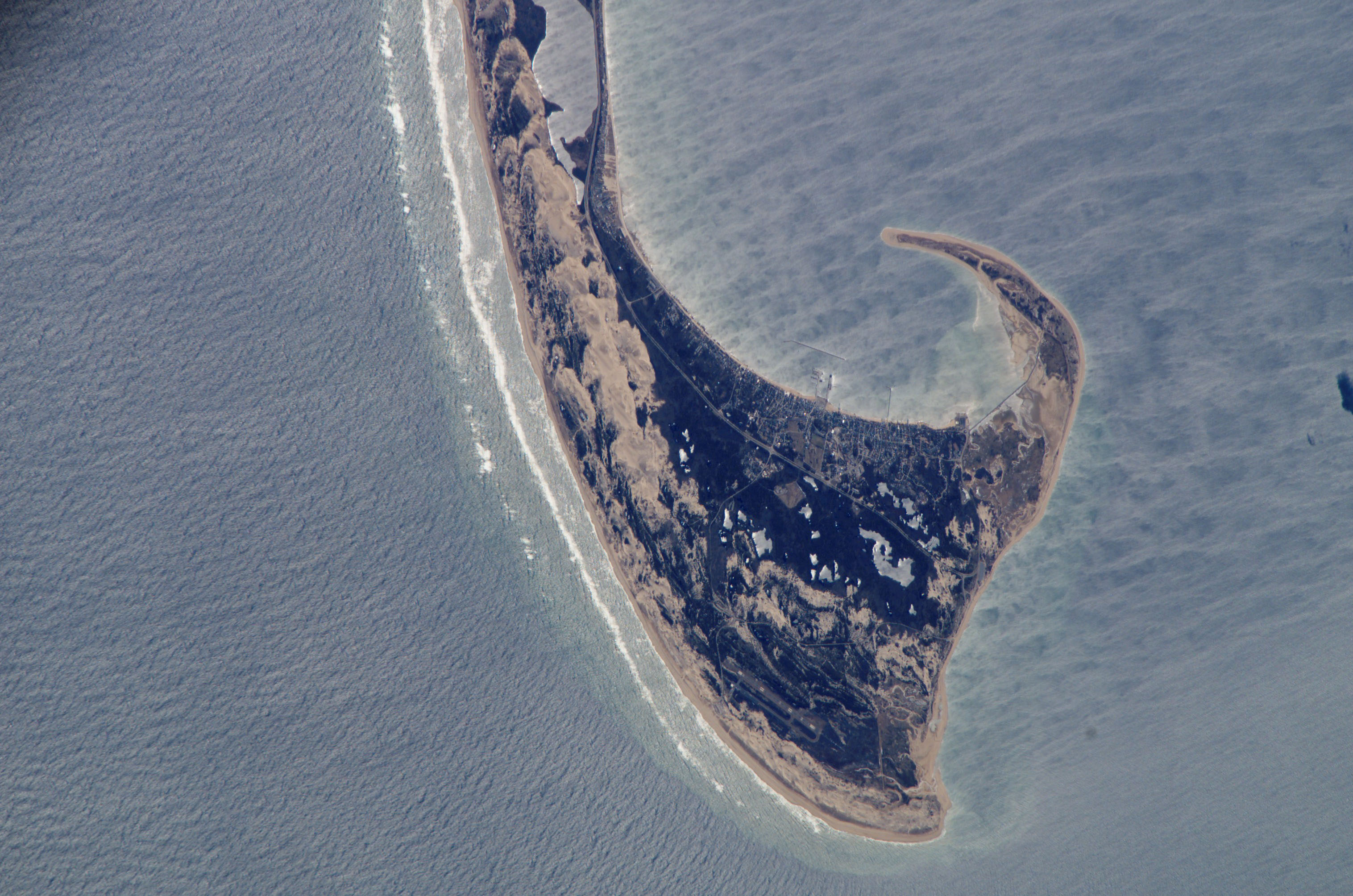
Vue de haut

Provincetown se trouve à la pointe de la presqu'île du cap Cod, couvrant une superficie totale de 45 km2 dont 25 km2 sur terre et 20 km2 en surface d'eau. Complètement entourée d'eau sauf à l'est, la localité s'étend sur 34,3 km le long de la côte. Provincetown est bornée à l'est par la municipalité de Truro et au sud-est par la baie de Provincetown, au sud et à l'ouest par la baie du cap Cod, au nord-ouest et au nord par la baie du Massachusetts et au nord-est par l'océan Atlantique.
La ville se trouve à 72 km par la U.S. Route 6 au nord de Barnstable et de Hyannis, et à 100 km, toujours par la U.S. Route 6 du pont Sagamore (en), lequel traverse le canal du cap Cod et relie le cap Cod au continent. Provincetown est distant de 72 km de Boston à vol d'oiseau et à 185 km par la route.
Quelque 4 500 acres ou 73 % de la superficie terrestre de la municipalité, est propriété du National Park Service, qui exploite la Cape Cod National Seashore, laissant ainsi environ 7,0 km2 de terrain sous juridiction de la ville Au nord se trouvent les « terres de Province », une zone de dunes et de petits étangs s'étendant du mont Ararat à l'est de la pointe Race (cap Cod) (en), le long de la côte de la baise du Massachusetts. La côte de la baie du cap Cod s'étend de la pointe Rice à l'extrémité ouest, jusqu'au phare de Wood End au sud, vers l'est jusqu'à la Pointe Long (Cap Cod) (en), laquelle à son tour pointe vers la ville et forme une barrière naturelle à la baie de Provincetown. Des phares marquent chacune de ces pointes. La partie habitée de la municipalité s'étend le long de la baie de Provincetown, au sud des terrains de la National Seahore.

### Climat
L’eau entourant Provincetown adoucit le climat et la ville se trouve incluse dans la zone de rusticité de l’USDA 7a, ce qui indique une moyenne annuelle de température minimale extrême (1976-2005) entre -18 et -15 C. L’eau atténue également l’effet des saisons, les températures du printemps étant plus fraîches et celles d’automne plus douces qu’ailleurs dans l’état.
| Mois                              | jan. | fév. | mars  | avril | mai  | juin | jui. | août | sep. | oct. | nov.  | déc. | année   |
| --------------------------------- | ---- | ---- | ----- | ----- | ---- | ---- | ---- | ---- | ---- | ---- | ----- | ---- | ------- |
| Température minimale moyenne (°C) | 0    | 0    | 3     | 7     | 13   | 18   | 22   | 21   | 17   | 12   | 7     | 2    | 10      |
| Température moyenne (°C)          | 3    | 3    | 7     | 11    | 17   | 22   | 26   | 25   | 21   | 16   | 11    | 6    | 14      |
| Température maximale moyenne (°C) | 17   | 14   | 26    | 29    | 33   | 37   | 37   | 37   | 33   | 28   | 21    | 17   | 37      |
| Précipitations (mm)               | 97,5 | 76,5 | 102,6 | 89,9  | 75,7 | 79,8 | 69,9 | 79   | 94,5 | 91,7 | 111,3 | 97,3 | 1 065,5 |

## Urbanisme

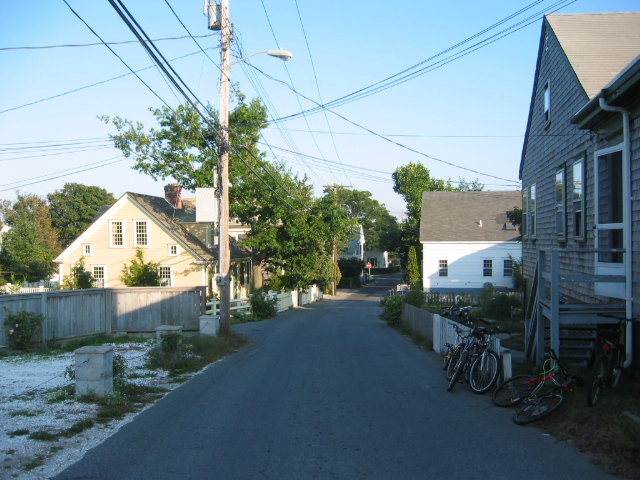
Rue résidentielle de Provincetown

### Transport
La trame viaire locale de la ville reflète son lien historique à la berge. Au fur et à mesure de sa croissance, la ville s’étend le long de la baie. Le principal lien naturel de communication demeure la plage elle-même, lieu de commerce et de convivialité. Des actes de propriété anciens font référence à la « town rode » (voie urbaine), qui est alors légèrement plus importante qu’un sentier, longeant l’arrière des maisons. En 1835, les commissaires du comté nomment cette voie la « Front Street » (rue du Front ou rue en Avant). Elle est maintenant connue sous l’odonyme « Commercial Street » (rue Commerciale). La « Back Street » (rue à l’Arrière) suit alors un axe parallèle à Front Street, mais plus en retrait par rapport à la baie ; elle est maintenant connue comme la rue Bradford.
« Les maisons font désormais pour la plupart face à la mer, certaines d'entre elles ayant même été tout simplement tournées ; d'autres conservent la porte principale côté rivage. Un médecin, qui n’avait pas vécu longtemps dans la ville, proposa que la largeur de la rue soit portée à soixante-quatre pieds (19,4 m) ; mais les résidents ont rapidement voté contre une telle bêtise, imaginée par des arrivants récents ou des étrangers de passage. Il tenta ensuite un compromis à trente-deux pieds (9,7 m) ; mais une largeur de vingt-deux pieds (6,7 m) semblait suffisante pour satisfaire à tous les usages ; cette largeur a donc été adoptée. Traduction libre de (en) Nancy W. Paine Smith, The Provincetown Book (1922) »
Provincetown se trouve à l'extrémité Est de la U.S. Route 6, tant dans l’état du Massachusetts que pour les États-Unis. Bien que l'extrémité soit officiellement à l’Est (la U.S. Route 6 joignant la Californie au Massachusetts), géographiquement la courbe de la baie du cap Cod place cette extrémité au sud-ouest à son point final, marqué uniquement par la jonction avec la route 6A. Le tronçon de cette route exploitée par l’État porte un panneau indiquant « State Highway Ends » (Fin de route d’État) alors que la route pénètre dans le Cape Cod National Seashore, où l’infrastructure passe sous juridiction fédérale. La Route 6A (Massachusetts) (en) traverse la ville également, principalement sur la rue Bradford, alors que la U.S. Route 6 passait originellement sur Commercial Street, avant que la route de contournement soit construite et que Commercial Street soit transformée en sens unique direction ouest (vers la pointe), et se termine juste au sud de la plage de Herring.
Provincetown est desservie par deux traversiers saisonniers depuis Boston, et Plymouth. Ils accostent au quai Macmillan, situé juste à l’est de l’hôtel de ville au centre de l’agglomération. La ville n’est pas desservie par chemin de fer, bien que la gare de Provincetown (en) fut exploitée de 1873 au début des années 1960, alors que le New York, New Haven and Hartford Railroad cesse le service. Une grande partie du tronçon ferroviaire est convertie en trois voies routières, soit Harry Kemp Way, Railroad Avenue et Rear Howland) de même qu’en sentier piétonnier et en voie verte, le Old Colony Nature Pathway, long de 2,1 km.
La Cape Cod Regional Transit Authority offre des trajets d’autobus flexibles entre le quai MacMillan Pier et Harwich, de même qu’une navette vers Truro. Provincetown est également desservie par les taxis Mercedes Cab & Livery et les Black & White Taxi P-Town. Provincetown est à l’extrémité de la piste cyclable panoramique « Bike Route 1 » provenant de Boston et appelée le Claire Saltonstall Bikeway (en).
L’aéroport de Provincetown (en) se trouve sur la pointe Race.Couvrant une superficie de 1,53 km2, l’aéroport est entouré par la Cape Cod National Seashore. Il est utilisé principalement pour l’aviation générale mais dessert également des liaisons régulières vers Boston et White Plains (New York) (avec service optionnel vers Manhattan) via Cape Air, compagnie qui opère conjointement pour JetBlue Airways. Bien que de taille réduite, l’aéroport est bien équipé avec une piste de 1 100 m, un système d'atterrissage aux instruments (ILS), et un éclairage complet. L’aéroport international le plus près est l’aéroport international Logan de Boston.

## Histoire

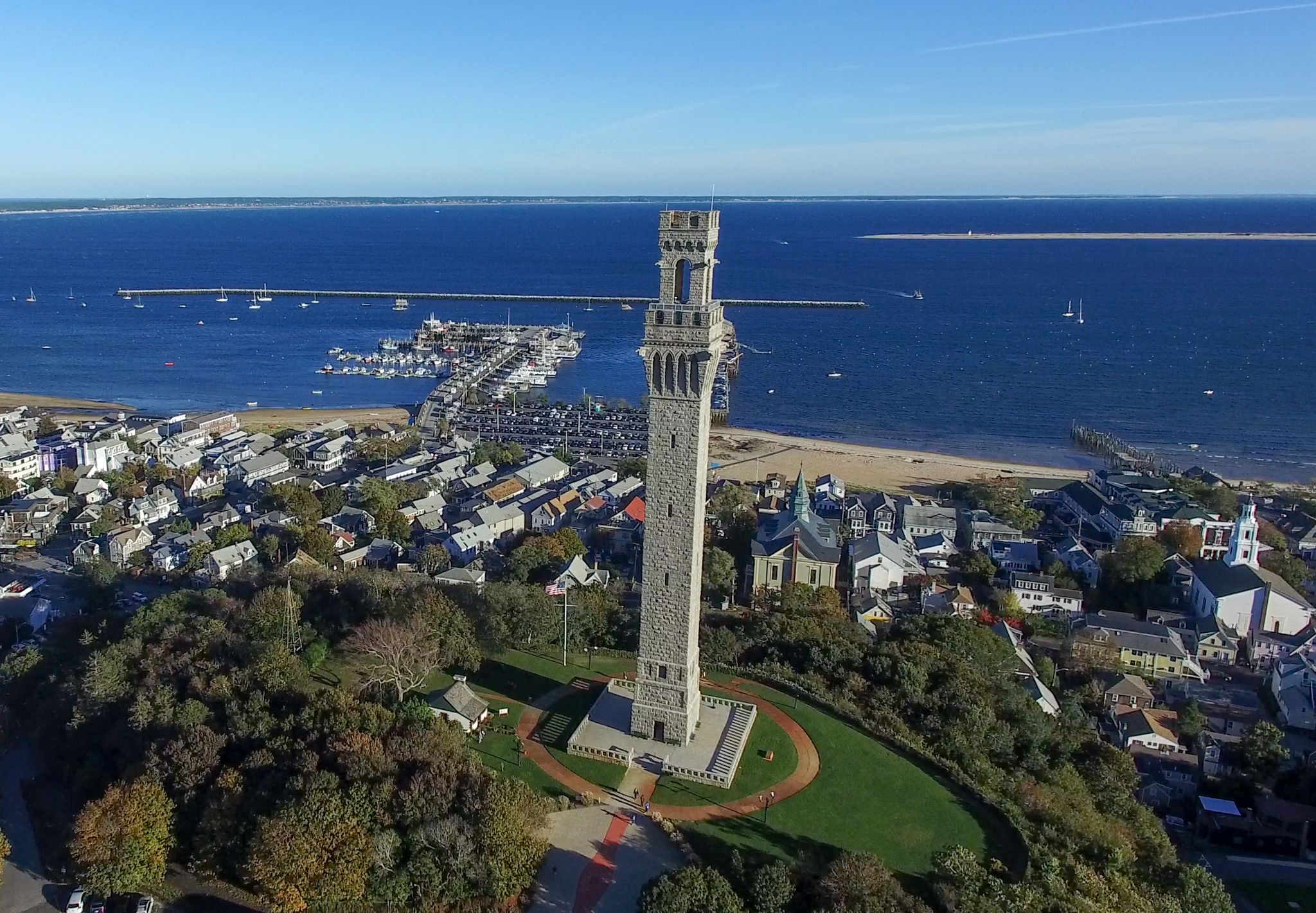
La tour des Pèlerins (Pilgrim's tower).

Initialement, les Nausets (en) vivent dans la région, occupant un établissement appelé Meeshawn.
En 1602, Bartholomew Gosnold baptise cap Cod le promontoire situé dans la baie de Provincetown. En 1620, lorsqu’ils arrivent dans l’actuelle baie de Provincetown à bord du Mayflower, les Pères pèlerins signent le Mayflower Compact. Ils acceptent de s’établir et d’implanter une communauté autonome. Puis ils se déplacent vers le West End. Provincetown est donc un lieu important de l’histoire américaine, car c’est ici que Myles Standish et ses pèlerins du Mayflower débarquèrent initialement sur le continent américain le 21 novembre 1620. La veille, l'une de ses colons, Suzanna White avait mis au monde un fils nommé Peregrine, le premier enfant des pèlerins né au Nouveau Monde.

## Économie
La pêche et l'industrie baleinière ont également tenu une place importante dans l'économie de Provincetown.

## Démographie
| Groupe                           | Provincetown | Massachusetts | États-Unis |
| -------------------------------- | ------------ | ------------- | ---------- |
| Blancs                           | 91,2         | 80,4          | 72,4       |
| Afro-Américains                  | 4,2          | 6,6           | 12,6       |
| Autres                           | 1,7          | 4,7           | 6,4        |
| Métis                            | 1,7          | 2,6           | 2,9        |
| Asiatiques                       | 0,6          | 5,3           | 4,8        |
| Amérindiens                      | 0,6          | 0,3           | 0,9        |
| Total                            | 100          | 100           | 100        |
|                                  |              |               |            |
| Hispaniques et Latino-Américains | 4,6          | 9,6           | 16,7       |

Selon l'American Community Survey, pour la période 2011-2015, 89,53 % de la population âgée de plus de 5 ans déclare parler l'anglais à la maison, 5,76 % l'espagnol, 1,26 % l'allemand, 1,22 % l'italien, 1,08 % une langue chinoise, 0,66 % le portugais et 0,49 % le russe.

## Culture
Le peintre réaliste Charles Webster Hawthorne s'installe à Provincetown en 1898. Il y fonde la Cape Code School of Art en 1899 qui encourage la peinture de plein air. Provincetown devient bientôt un lieu de résidence d'été pour de nombreux artistes new-yorkais qui s'y installent parfois de manière permanente. La vitalité artistique de ce petit village de pêcheur aboutit à la création de la Provincetown Art Association en 1914. Durant la Première Guerre mondiale, alors que les artistes et les écrivains ne peuvent plus se rendre en Europe pour y étudier, le village devient un véritable centre de la vie intellectuelle américaine. En 1916, un journal de Boston note : « Provincetown est la colonie d'artistes la plus importante du monde ». Edward Hopper fait construire près de Provincetown sa résidence d'été en 1934 et y peint quelques-uns de ses chefs-d'œuvre comme Cape cod morning ou Cape cod evening. Dans les années 1950 et 1960, les maîtres de l'expressionnisme abstrait tels que Jackson Pollock, Robert Motherwell ou Willem de Kooning y ont leurs résidences d'été ce qui attire d'autres artistes tels Nela Arias-Misson. C'est pourquoi Provincetown et ses environs reste un centre touristique et culturel très actif, comme Barbizon et Pont-Aven en France ou Worpswede en Allemagne.